# 朱美壤
寧化僖順王朱美壤（1412年—1471年），明朝晉藩第二代宁化王，寧化懿簡王朱濟煥庶长子，母次妃焦氏，明太祖曾孙。

## 生平
永樂十年（1412年）出生，宣德四年（1429年）五月，朝廷赐名美壤，并册封为镇国将军。宣德五年（1430年）二月，其父朱濟煥開始為他在原先的永和王府及安邑、寧鄉郡主府邸上建造府邸，又聘請伴讀教授为他讲授经书。同年十二月，朝廷支给朱美壤年俸禄千石，米鈔中半兼支。宣德十年（1435年）九月，朱美壤的年俸禄改为全支。
在土木堡之變中，明英宗被瓦剌俘虏，父朱濟煥希望带朱美壤及其兄弟参军驱逐瓦剌，但被明代宗婉拒。景泰元年（1450年），父朱濟煥逝世，三年（1452年），朱美壤以鎮國將軍襲封宁化王，夫人趙氏晋封為寧化王妃。朝廷派泰寧侯陳涇、武安侯鄭宏為正使，吏科給事中楊瓚、戶科給事中高崇為副使等人持节前往太原主持册封。因朱濟煥并无嫡子，因此按照长幼次序，应该由身为庶长子的朱美壤袭封宁化王。但朱美壤的三弟鎮國將軍朱美垎、四弟鎮國將軍朱美坊都觊觎郡王爵位，因此两人一同向朝廷检举称长兄朱美壤的母亲焦氏是樂戶，又检举朱美壤在服丧期间企图与父亲朱濟煥的次妃吴氏私通等恶行恶状，因此不应该由朱美壤袭封。但朱美壤随后向朝廷澄清了自己的身份，都察院经研议后，认为朱美垎、朱美坊阴谋夺嫡，行为不轨，朝廷亦责令巡撫等调查此案，并斥责朱美垎、朱美坊，要求他们改过自新。当年十一月，朱美壤因受封，向朝廷奏请想入京朝覲，但明代宗回信制止。
景泰四年（1453年），朝廷支给朱美壤年俸禄一千石，米麥中半兼支。
朱美壤与三弟鎮國將軍朱美垎长期不和，朱美垎品行不端，占用军用物资、又咒骂朱美壤，被朱美壤检举，而明代宗则因此敕责朱美垎，要求他痛改前非、与朱美壤握手言和。其后，两人仍然相互告发，明宪宗为此敕责两人，要求他们改正错误。
成化七年（1471年）二月，朱美壤逝世，享年六十。朝廷赐諡僖順。宁化王府宮人高氏、崔氏自缢殉葬。同年七月，晉莊王朱鍾鉉向朝廷奏请追封二人为郡王夫人，获准。一年后，庶次子朱鍾鈵以镇国将军襲封宁化王。

## 家庭

### 妻室
- 王妃趙氏，百戶趙顒之女
- 追封夫人高氏
- 追封夫人崔氏
- 妾劉氏，生朱鍾鈵
- 妾李素真，被朱鍾鈵收為宮人

### 子孫
育有七子
- 庶長子：鎮國將軍朱鍾錤，景泰四年（1453年）三月賜名冊封，早逝，無嗣，夫人李氏，景泰七年（1456年）八月冊封[17][18]
- 庶次子：鎮國將軍→寧化王朱鍾鈵，天順八年（1464年）四月賜名[19]
- 庶三子：鎮國將軍朱鍾鍼，天順八年（1464年）四月賜名[19][20]，正德四年（1509年）因誣告儀賓潘璽，革去祿米三分之一[21]
  - 嫡三子：朱奇涪，弘治五年（1492年）十月賜名[20]
  - 嫡四子：朱奇涘，弘治五年（1492年）十月賜名[20]
  - 嫡五子：朱奇汾，弘治七年（1494年）四月賜名[22]
  - 第六子：朱奇澟，弘治十二年（1499年）正月賜名[23]
- 第四子：鎮國將軍朱鍾錥，成化八年（1472年）正月賜名[24]，弘治四年（1491年）因姦凌樂婦，不能奉母，蔑視禮數，僭越名分，革去祿米三分之二[25]，弘治十三年（1500年）晉莊王朱鍾鉉為他請求，只準支取三分之二祿米[26]，弘治十七年（1504年）晉端王朱知烊為他上奏，得以恢復全額祿米[27]
  - 庶長子：輔國將軍朱奇汯，一作「朱奇浤」[28]，弘治三年（1490年）四月賜名[29]，弘治十七年（1504年）九月賜誥命冠服[30]，配許氏[28]
    - 嫡次子：奉國將軍朱表⿰禾彥（1517年3月23日—1573年4月1日），號雲崖，配徐氏（1515年7月11日—1576年4月12日），封淑人。其合葬墓誌銘唐頤撰，王道行書，雷應志篆[28]
      - 嫡長子：鎮國中尉朱知脄，配張氏，封恭人[28]
        - 女：朱氏，許聘王門[28]

  - 庶次子：朱奇澧，弘治六年（1493年）五月賜名[31]
  - 嫡三子：朱奇澡，弘治十七年（1504年）二月賜名[32]
- 第五子：鎮國將軍朱鍾鍋，成化八年（1472年）正月賜名[24]，成化十九年（1483年）四月已故。妻張氏，封夫人[33]
  - 嫡子：朱某[33]
- 第七子：鎮國將軍朱鍾鉅[34]，成化九年（1473年）賜名[35]，朱鍾錥的同母弟[36]，弘治六年（1493年）與朱鍾鈵、朱鍾鎎、朱鍾鉌等互爭其先王所遺莊地，巡撫都御史楊澄將一半莊地分給朱鍾鈵，其餘分給另外三人[37]
  - 庶長子：輔國將軍朱奇沋，弘治六年（1493年）五月賜名[38]，嘉靖十三年（1534年）在世[39]
- 第一女：汝南縣主，儀賓李氏[40]